# 中村不折

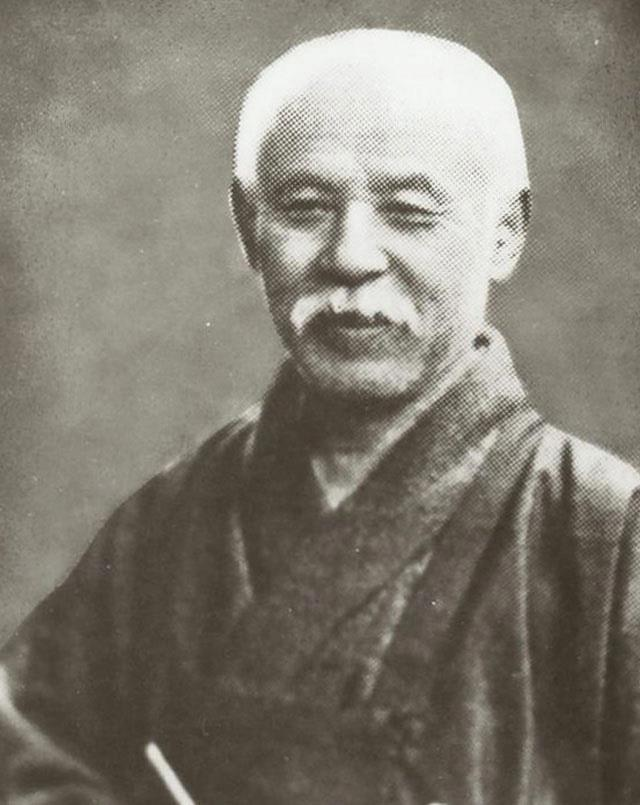
中村不折肖像

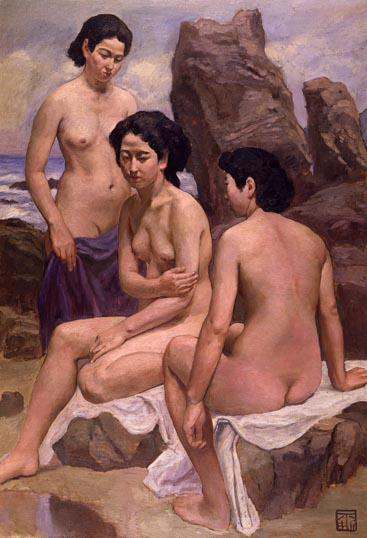
「海岸の三人娘」1939年、東京国立近代美術館

中村 不折（なかむら ふせつ、1866年8月19日（慶応2年7月10日） - 1943年（昭和18年）6月6日）は、明治・大正・昭和期に活躍した日本の洋画家・書家。正五位。太平洋美術学校校長。夏目漱石『吾輩は猫である』の挿絵画家として知られる。本名:中村鈼太郎(なかむら さくたろう)。
中国の書の収集家としても知られ、唐代の書家である顔真卿の現存する唯一の真蹟といわれる「顔真卿自書建中告身帖」などを収集し、1936年に台東区根岸の旧宅跡に書道博物館（現：台東区立書道博物館）を開館した。

## 経歴

### 生い立ち

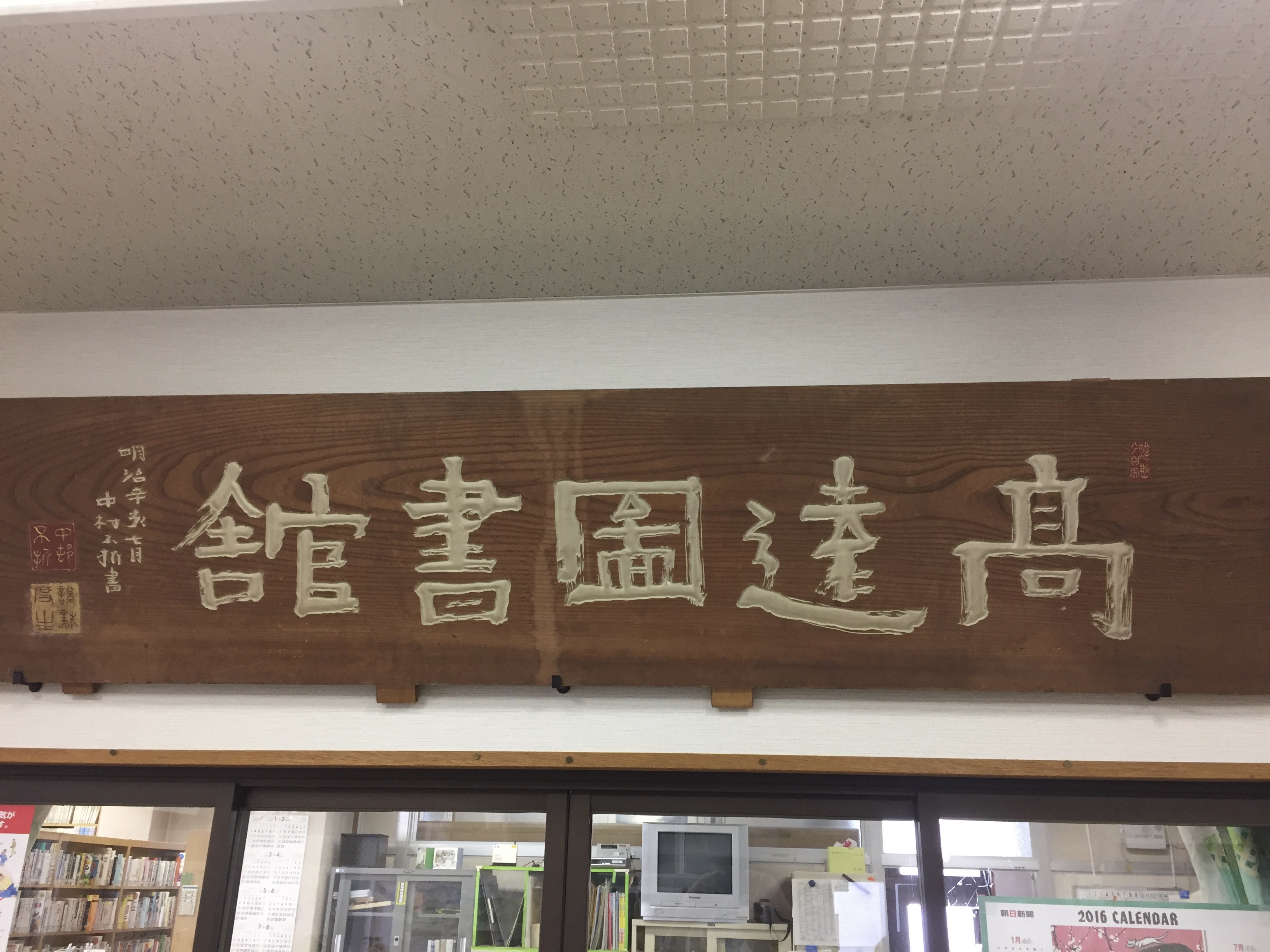
伊那市立高遠図書館にある不折の書

父・源蔵、母・りゅうの子供として江戸の京橋八丁堀（現：中央区湊）に生まれる。幼名は鈼太郎。1870年には明治維新の混乱を避け、一家をあげ父の郷里の長野県高遠（現：長野県伊那市）へ帰る。幼少より絵を好み、物の形を写すことを楽しみとした。19歳の時、北原安定に漢籍、真壁雲卿に南画、白鳥拙庵に書を学ぶ。西高遠学校授業生（代用教員）となる。21歳の時、西伊那部学校の助教となる。22歳の時、飯田小学校で図画・数学の教師となる。担任生徒に後の菱田春草、樋口龍峡がいた。夏期休暇を利用して河野次郎に洋画の初歩を学ぶ。

### 上京と正岡子規との出会い

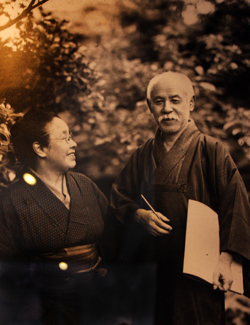
中村不折・いと夫妻

1887年4月に上京し、高橋是清の館に住み込みながら、画塾「不同舎」に入門。小山正太郎に師事し絵を学んだ。25歳の時、第2回明治美術会展覧会に水彩画3点を出品。1891年に油彩画を始め、現存する最初の作例「自画像」を制作。28歳の時、第5回明治美術会展覧会に「憐れむべし自宅の写生」ほかを出品した。
1894年には正岡子規に出会い、日本新聞社の発行する新聞『日本』の記者となり、新聞『小日本』の挿絵を担当する。新聞『小日本』126号に俳句が掲載され、初めて「不折」の名を使用する。30歳の時、正岡子規とともに日清戦争に従軍し、中国に渡り書に興味を持つ。
31歳の時、堀場いとと結婚。日本新聞社に入社し引き続き挿絵を担当する。34歳の時、第10回明治美術展覧会に「淡煙」「紅葉村」を出品。「紅葉村」は1900年のパリ万国博覧会で褒賞を受賞する。その後、下谷区中根岸31番地に画室を新築し転居した。

### 渡仏と帰国
1901年6月にはフランスへ渡りラファエル・コランに師事する。島崎藤村が刊行した『落梅集』の挿絵を担当。37歳の時にアカデミー・ジュリアンに転じ、ジャン=ポール・ローランスらから絵の指導を受け、39歳でジュリアン画塾のコンクールに入賞。また沼田一雅、岡精一とともにムードンへ赴き、オーギュスト・ロダンを訪問して署名入りのデッサンを貰う。同郷の荻原碌山がパリに留学するとその面倒を見た。
フランス留学から1905年に帰国後は、明治美術会の後身である太平洋画会に所属し、主に歴史画の分野で活躍して東西の歴史を題材とする油絵を多く描いた。1907年の時期の作品である「建国剏業」は東京府主催の「勧業博覧会」に出品され第1等を受賞したが、天皇家の祖先神たる天照大神とそれを守護する7人の男神たちをすべて裸で描いたため、当時の文部大臣であった九鬼隆一は「不敬である」と激怒した。なおこの作品は関東大震災で焼失してしまった。

### 作家との交流

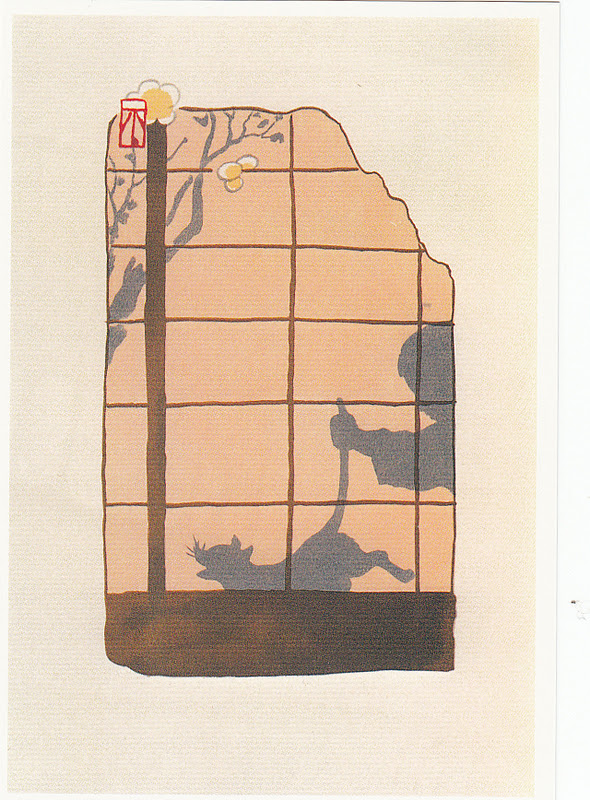
夏目漱石『吾輩は猫である』上巻挿絵（1905年刊行）

また、森鷗外や夏目漱石らの作家とも親しく、挿絵や題字を手掛けることも多かった。
島崎藤村の詩集『若菜集』（1897年）、『一葉舟』（1898年）の挿絵を担当した。
1905年に『吾輩は猫である』上巻が刊行され挿絵を描いた。漱石は不折に宛てて「発売の日からわずか20日で初版が売り切れ、それは不折の軽妙な挿絵のおかげであり、大いに売り上げの景気を助けてくれたことを感謝する」という旨の手紙を送っている。
翌1906年には、伊藤左千夫の小説『野菊の墓』の挿絵も手掛けている。
1922年7月9日に森鷗外が没した際は、
との遺言により、不折が墓碑銘を揮毫した。

### 書道博物館の創設

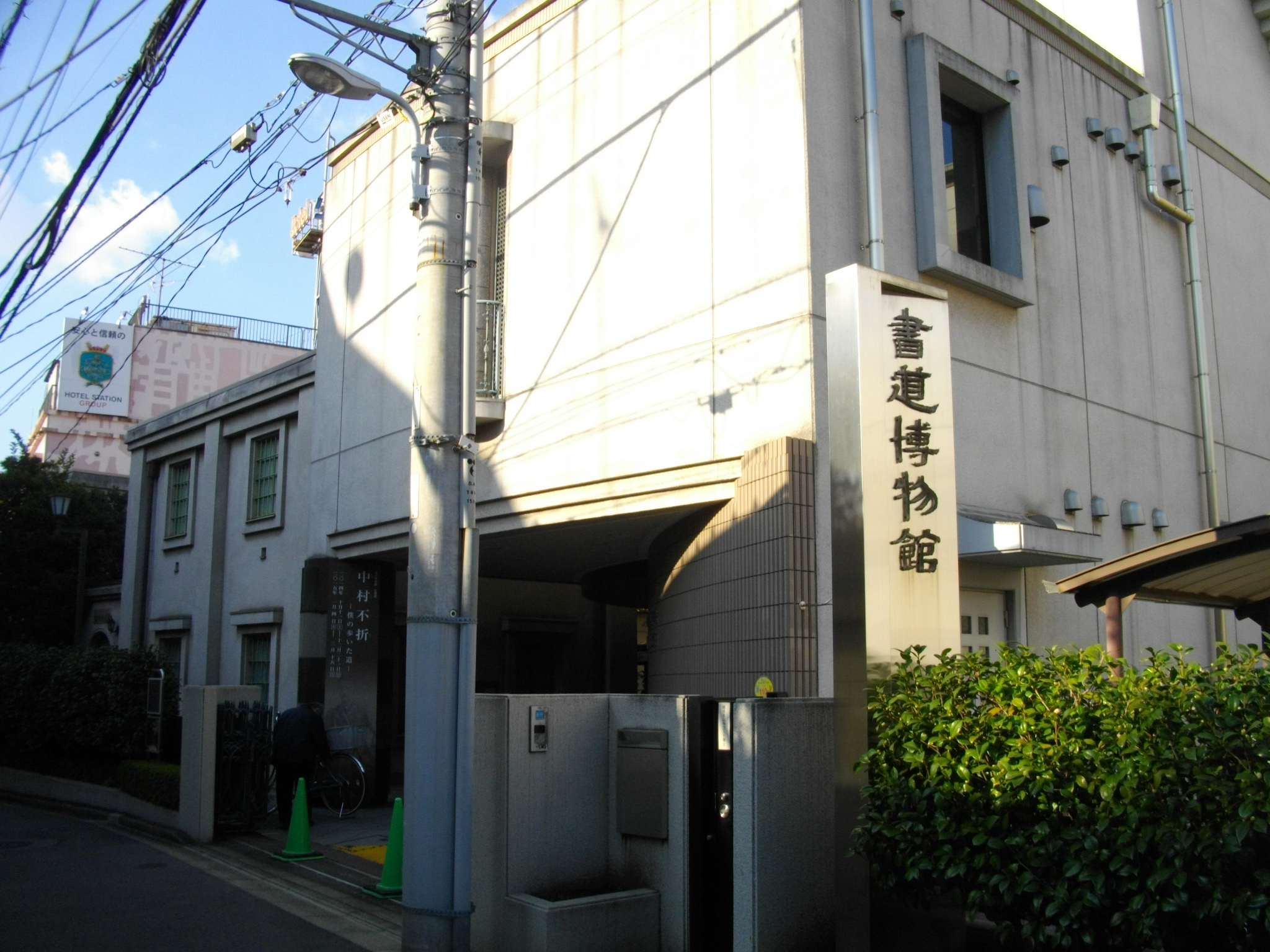
台東区立書道博物館（2014年撮影）

その後、日本新聞社を退社し朝日新聞社の社員となる。43歳の時『龍眠帖』を刊行。前田黙鳳らと健筆会を結成。47歳の時、河東碧梧桐らと『龍眠会』を結成。『蘭亭序』刊行。49歳の時、東京大正博覧会に「廓然無聖」他を出品。「永寿二年三月瓶」を入手。50歳の時、下谷区上根岸125番地（現・台東区根岸2丁目）に転居する。『芸術解剖学』『赤壁賦』発行。51歳の時『不折山人丙辰溌墨』第1集・第2集を刊行。第10回文展に「黎明」「たそがれ」を出品。64歳の時、太平洋美術学校が開校し初代校長に就任した。
晩年は、自ら長年にわたり収集した書道資料のコレクションを保存展示すべく「書道博物館」の創設に尽力し、67歳の時に博物館創設に着手する。70歳の時、帝国美術院が改組しその会員となる。この頃、書道博物館が文部省より財団法人の認可を受ける。71歳の時、1936年（昭和11年）に書道博物館が開館し、同年11月3日に開館式が行われた。72歳で帝国芸術院に入会。1943年（昭和18年）6月6日夕刻、脳溢血のため下谷区の自宅にて急死。享年78歳。6月10日に中根岸永称寺にて告別式が行われ、多磨霊園に埋葬された。
不折の没後は、書道博物館は遺族が引き継ぎ運営していたが、1995年（平成7年）に閉館し台東区へ寄贈された。1999年（平成11年）に「中村不折記念館」が完成、翌2000年（平成12年）に「台東区立書道博物館」としてオープンした。

## 不折の作品

### 絵画作品
油彩画など

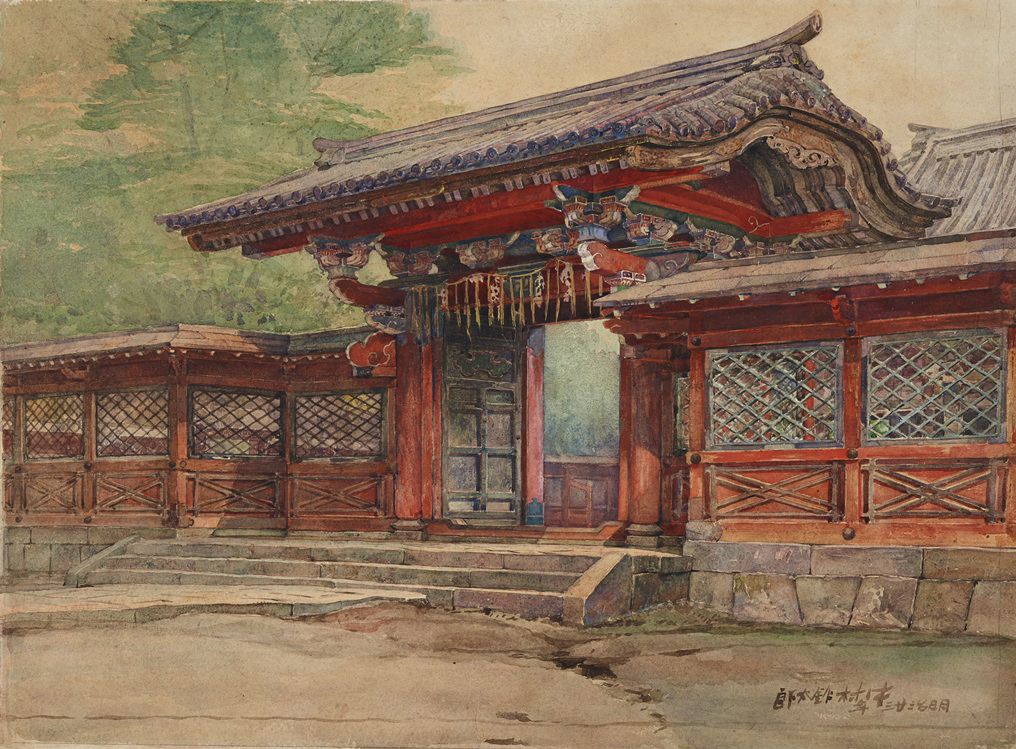
「芝増上寺山門」1890年
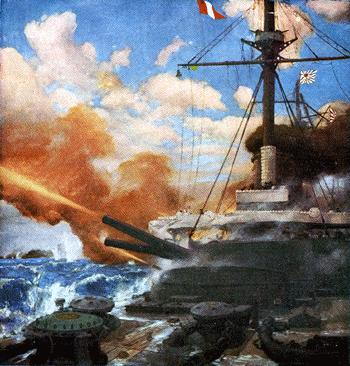
壁画「日露役日本海海戦」連合艦隊旗艦三笠」、1905年
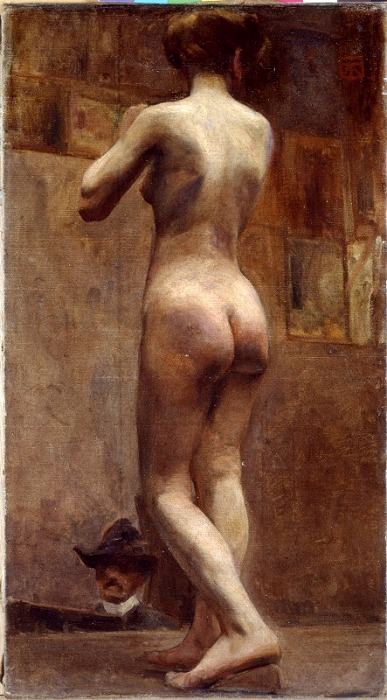
「裸婦立像」1903年頃、大分県立芸術会館
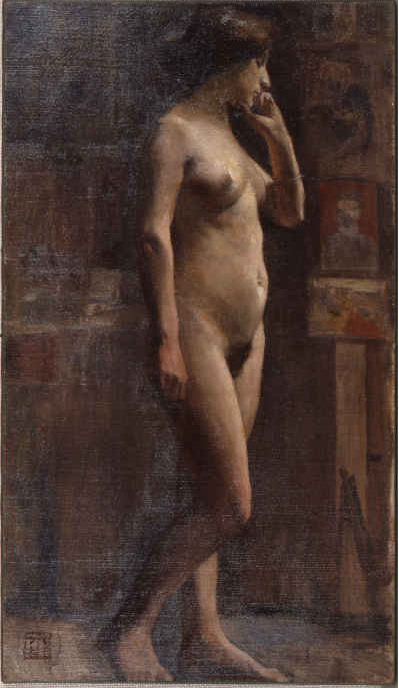
「裸婦立像」1903年頃、三重県立美術館
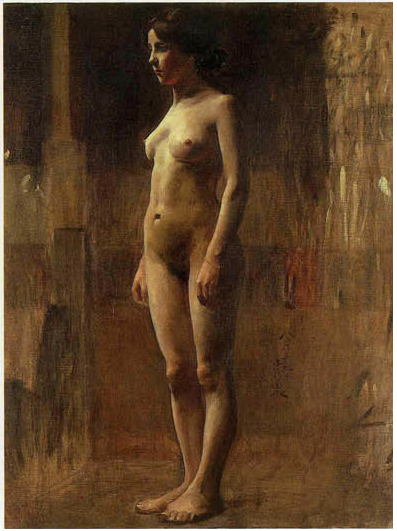
「裸婦立像」1903年 - 1904年頃、長野県信濃美術館
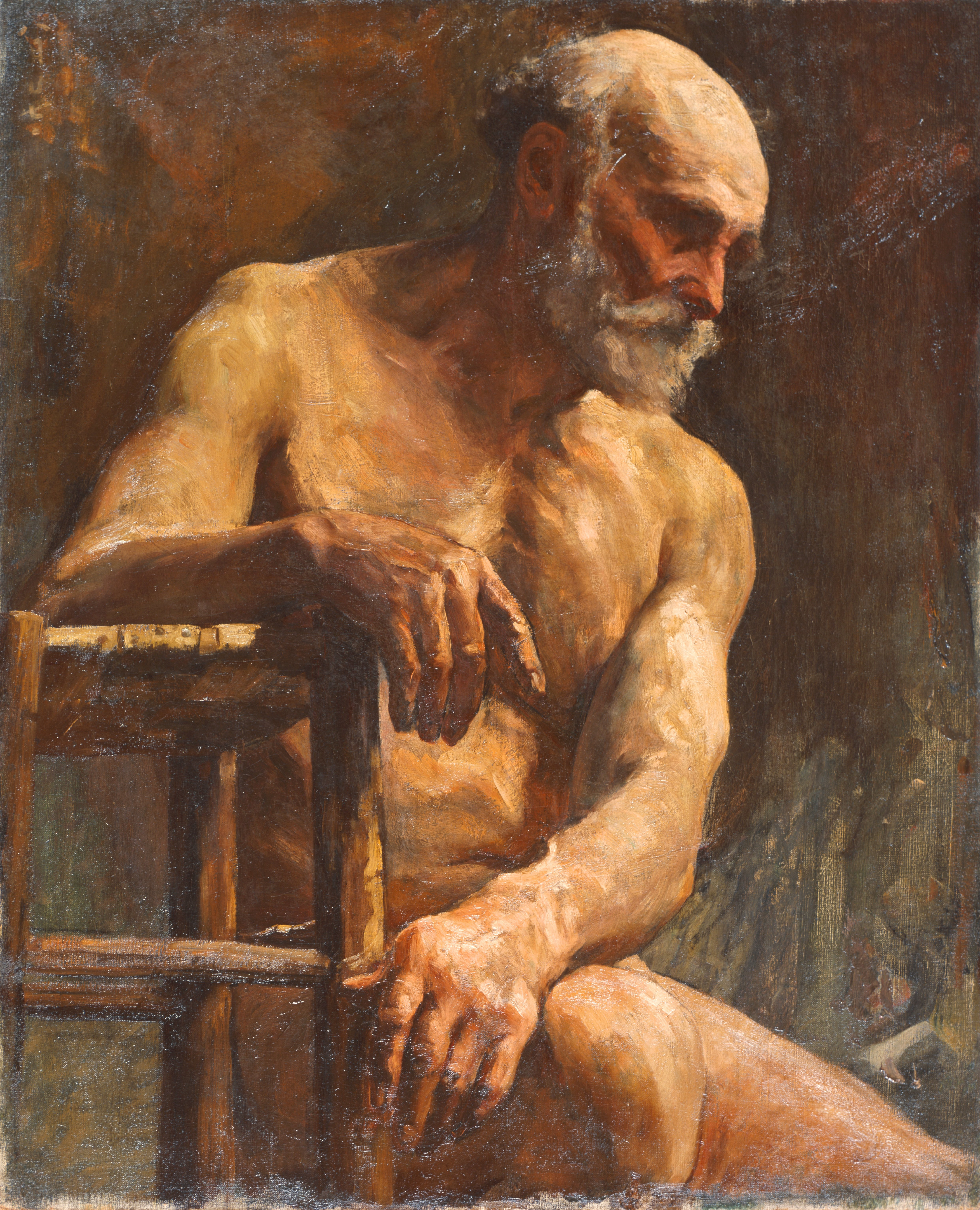
「裸体」1903年 - 1905年
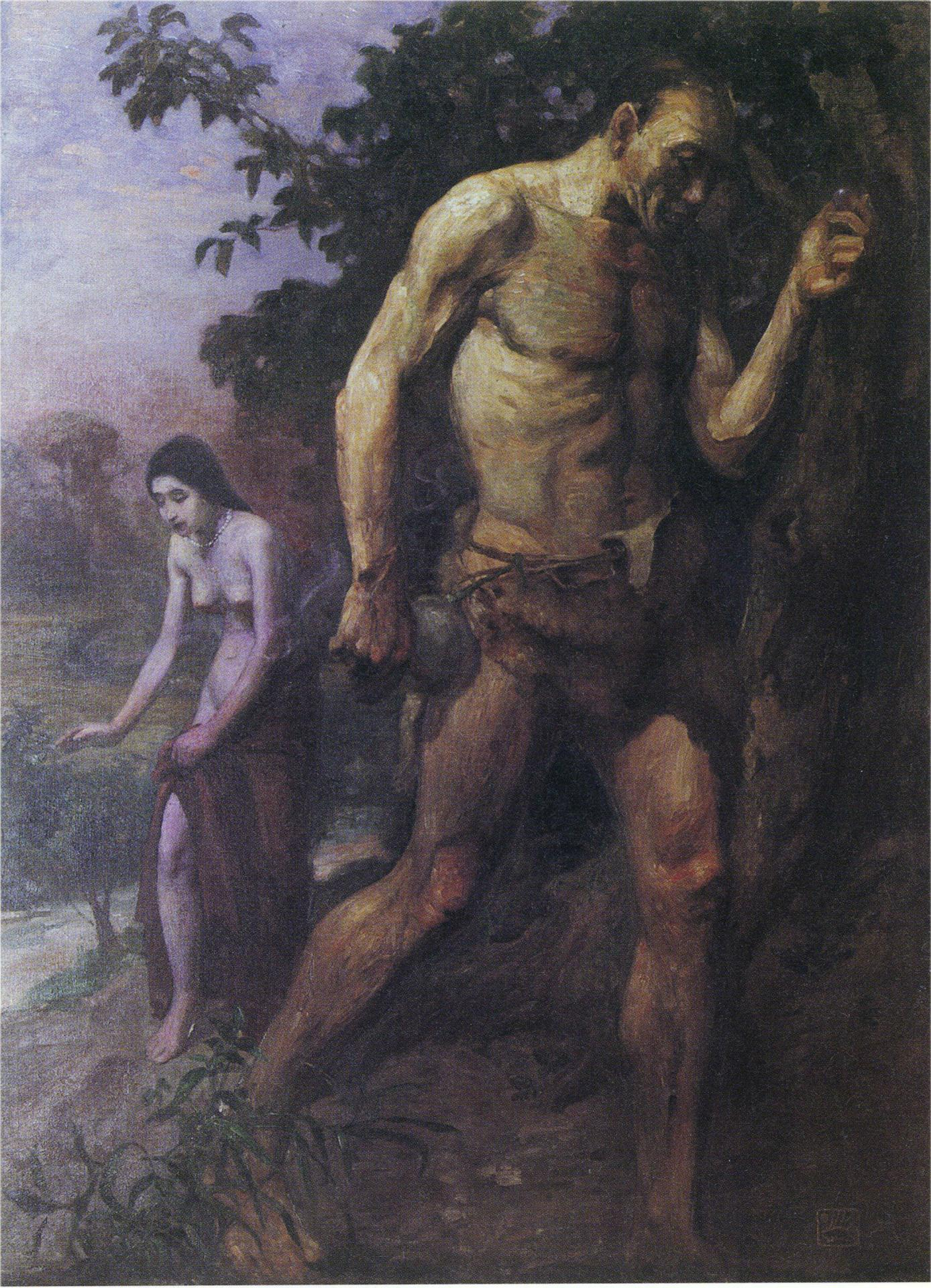
「巨人の蹟」1912年、長野県伊那文化会館
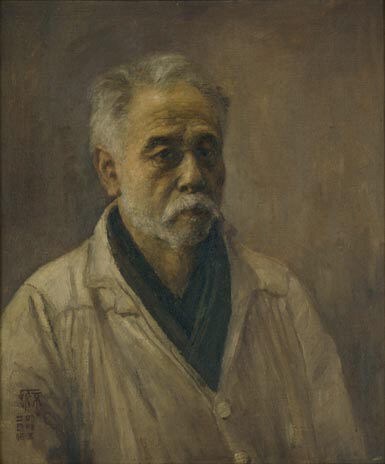
自画像、1930年、東京国立近代美術館

挿絵など

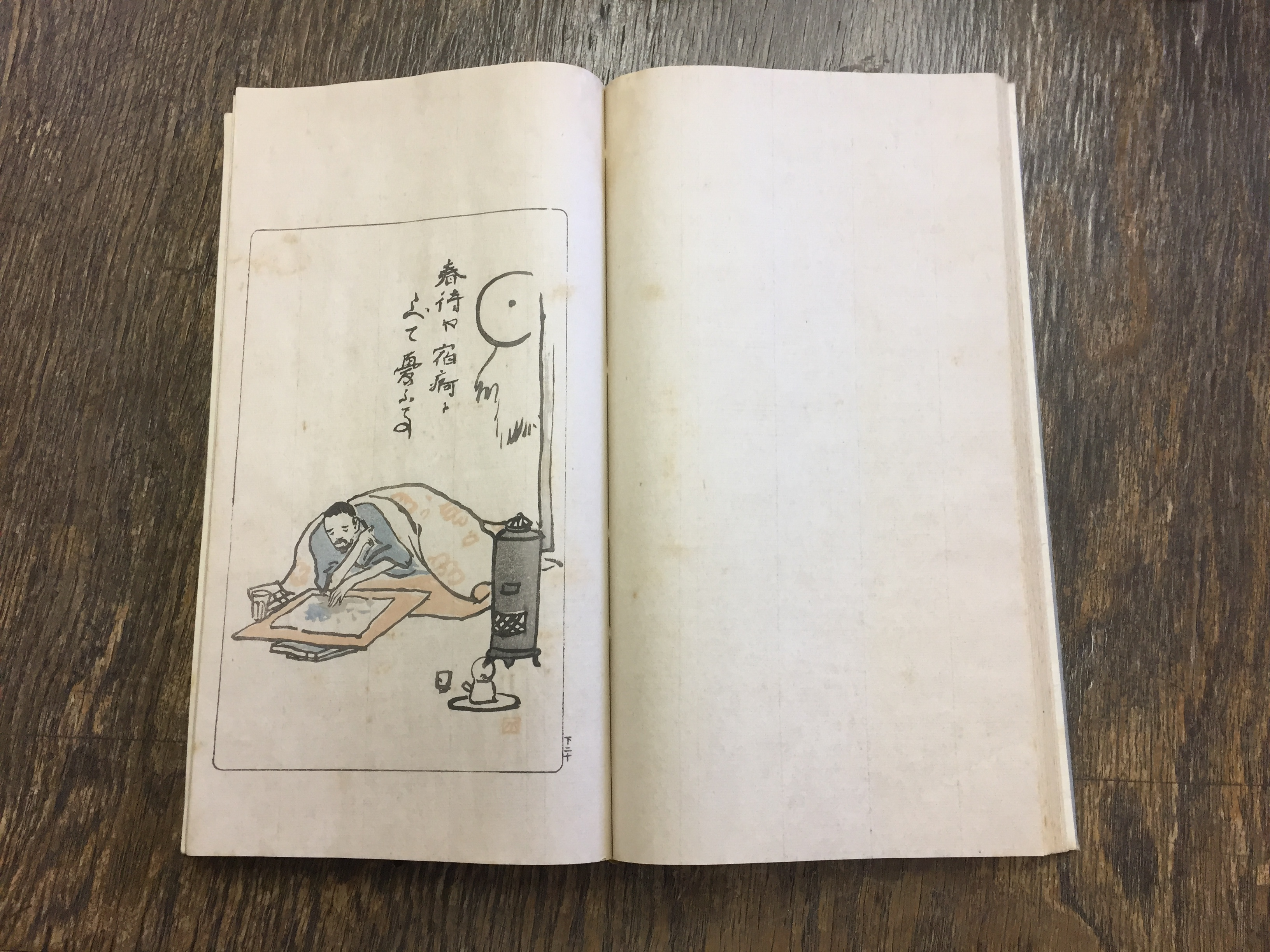
高浜虚子、河東碧梧桐、夏目漱石と表した『不折俳畫』内の挿絵
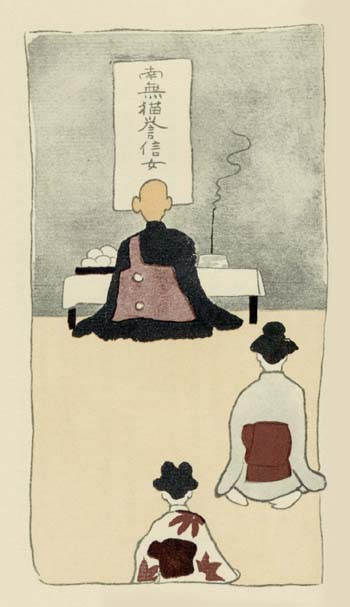
夏目漱石『吾輩は猫である』挿絵
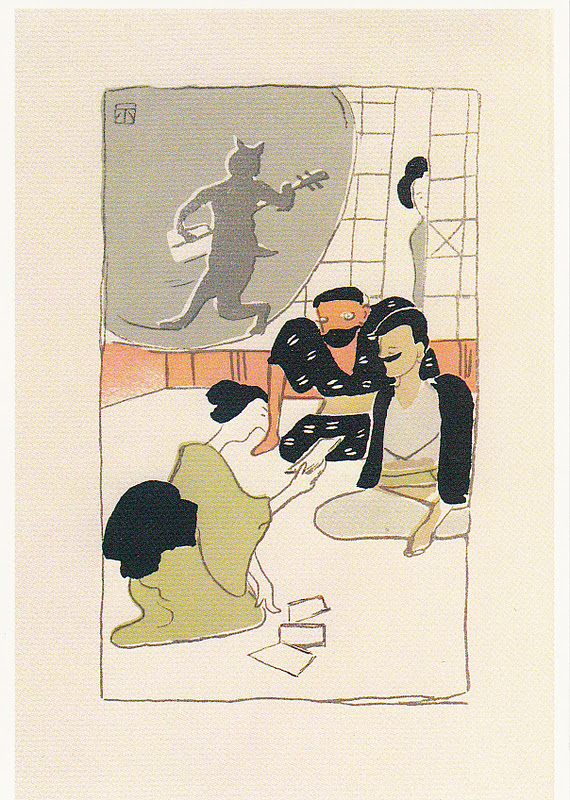
夏目漱石『吾輩は猫である』挿絵
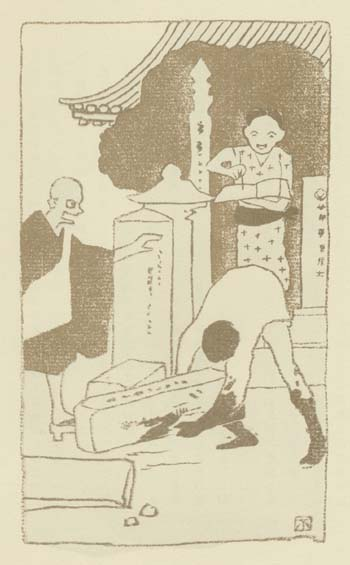
夏目漱石『吾輩は猫である』挿絵
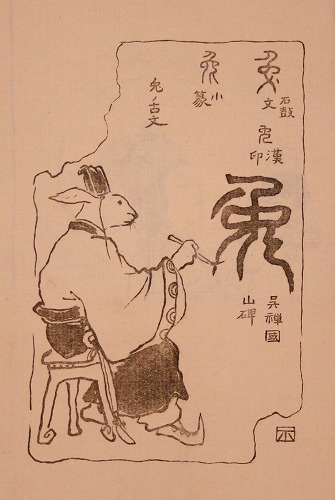
「十二支帖（兎ノ古文）」台東区立書道博物館
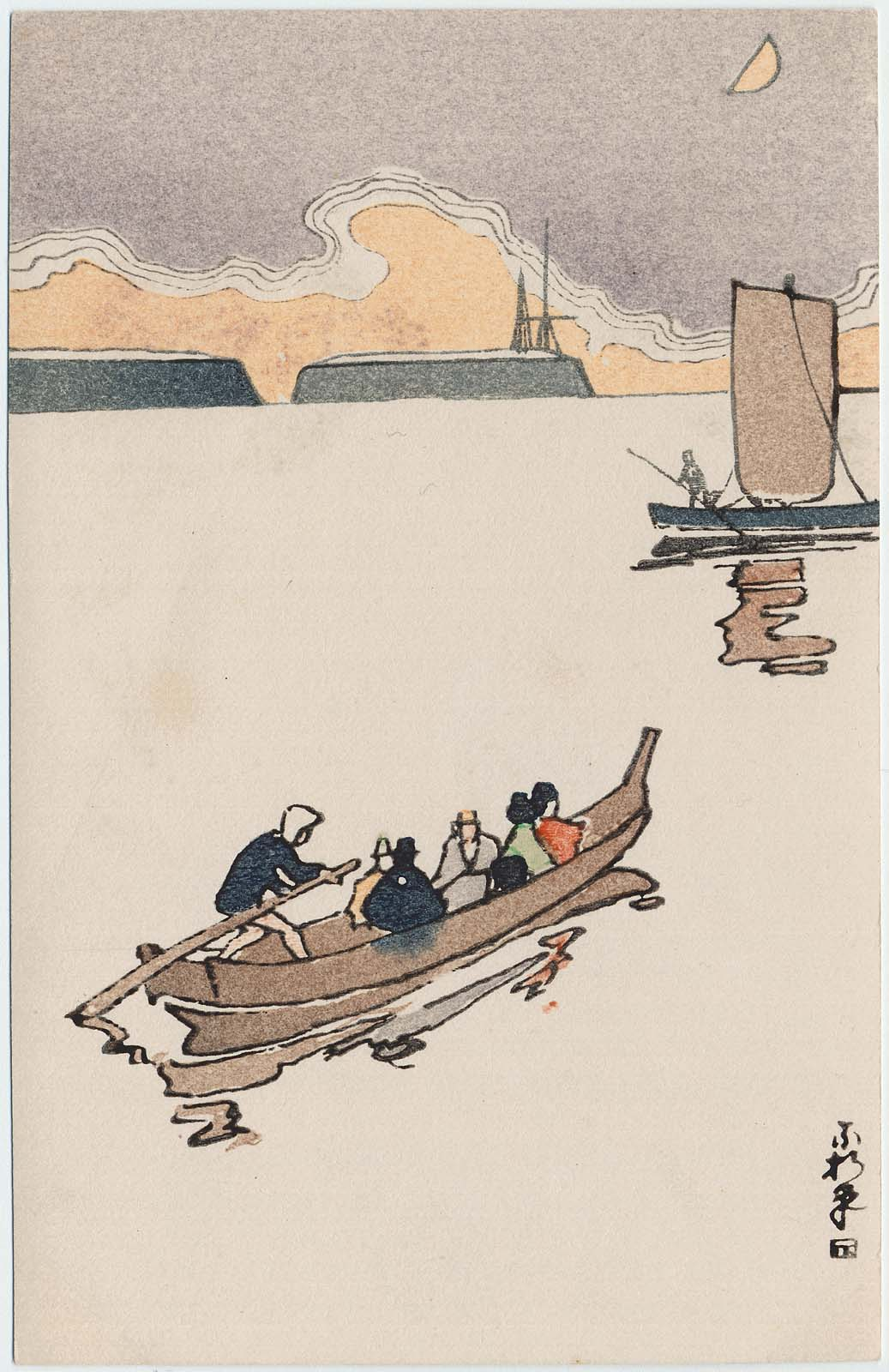
風景画、1915年頃
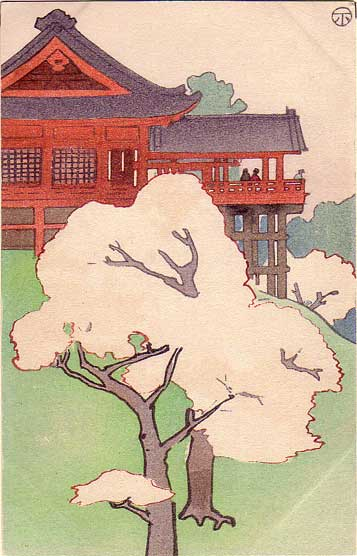
風景画、1915年頃
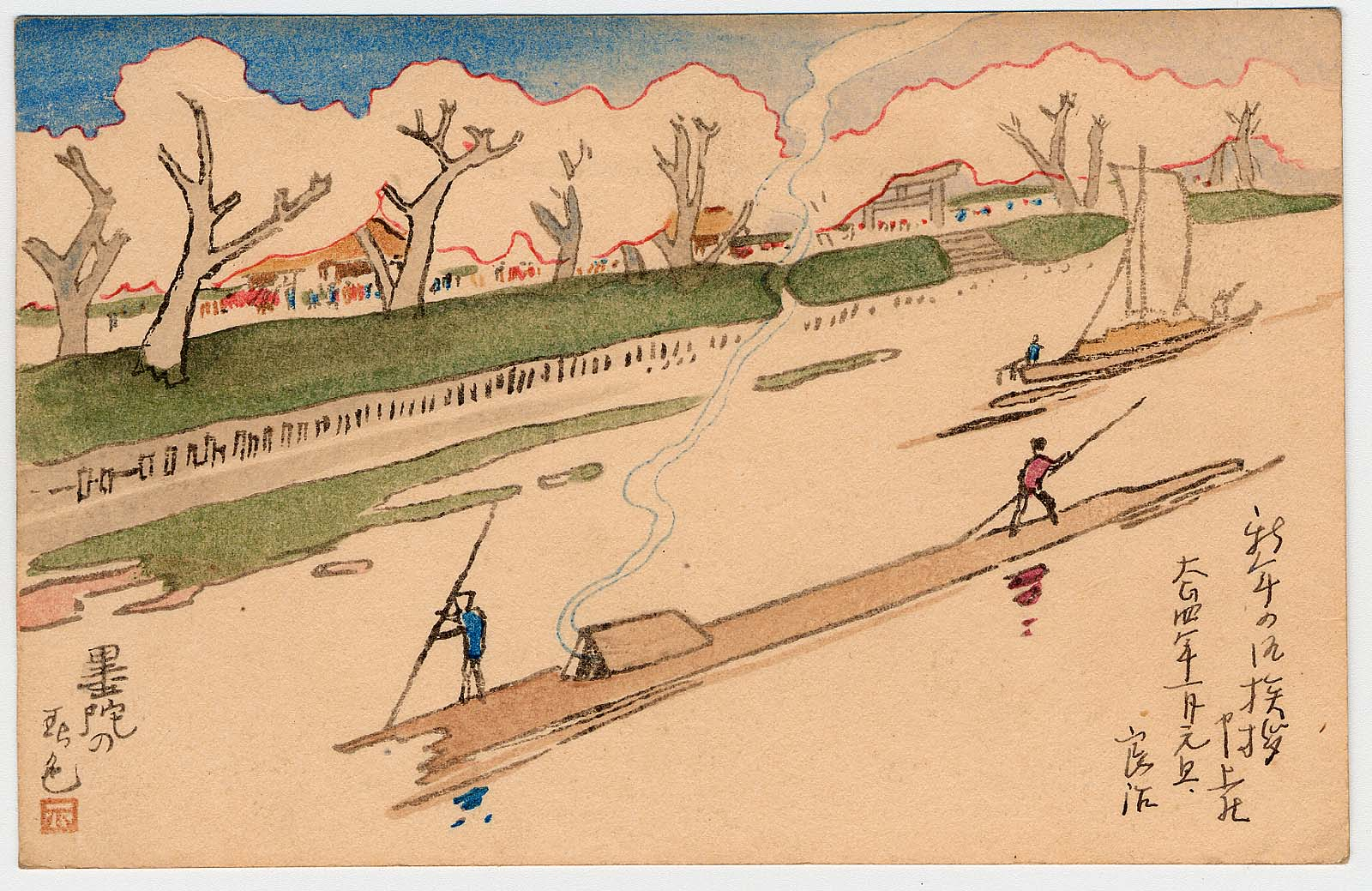
風景画、1915年頃

### 書道作品

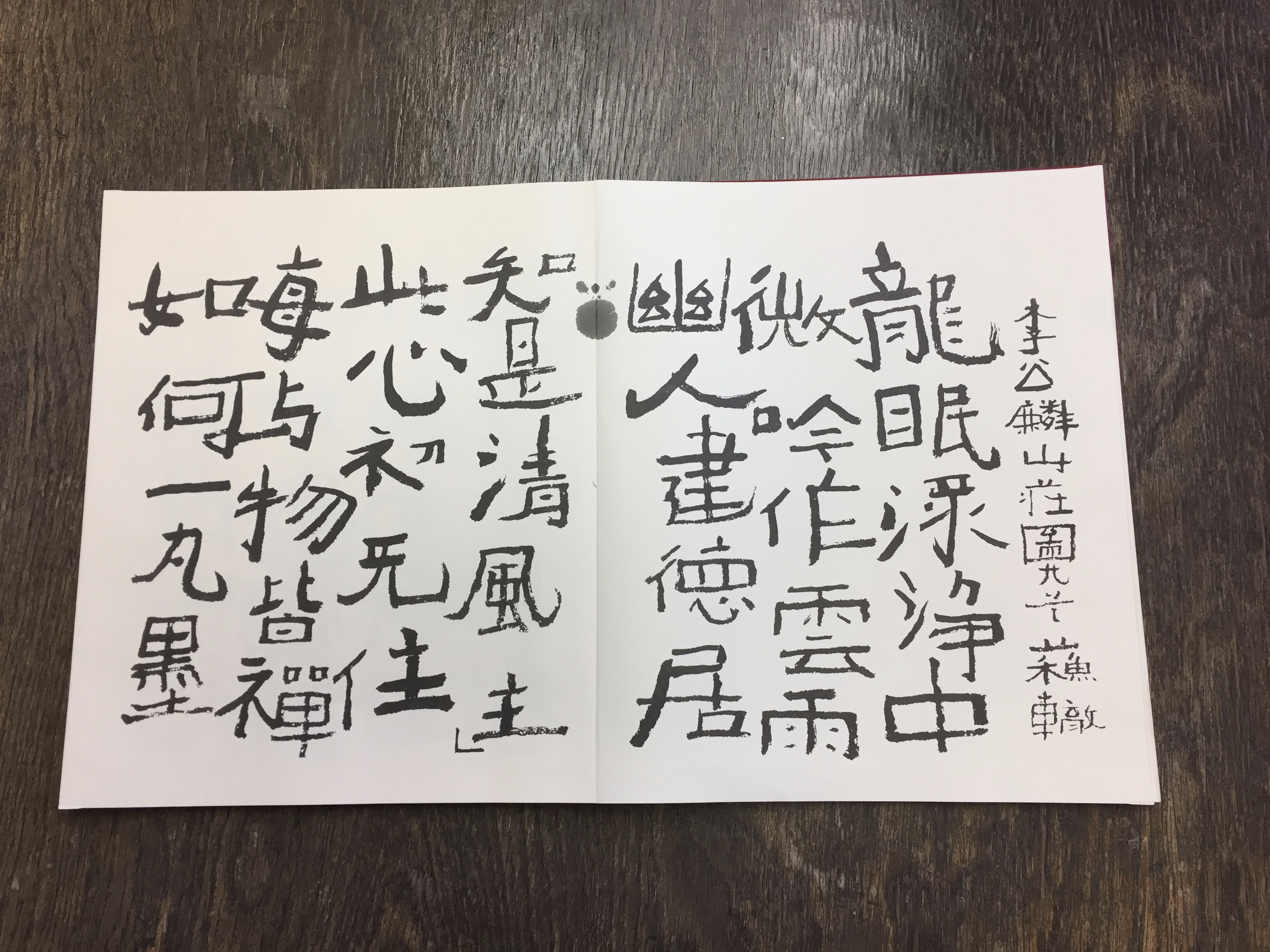
中村不折『龍眠帖』
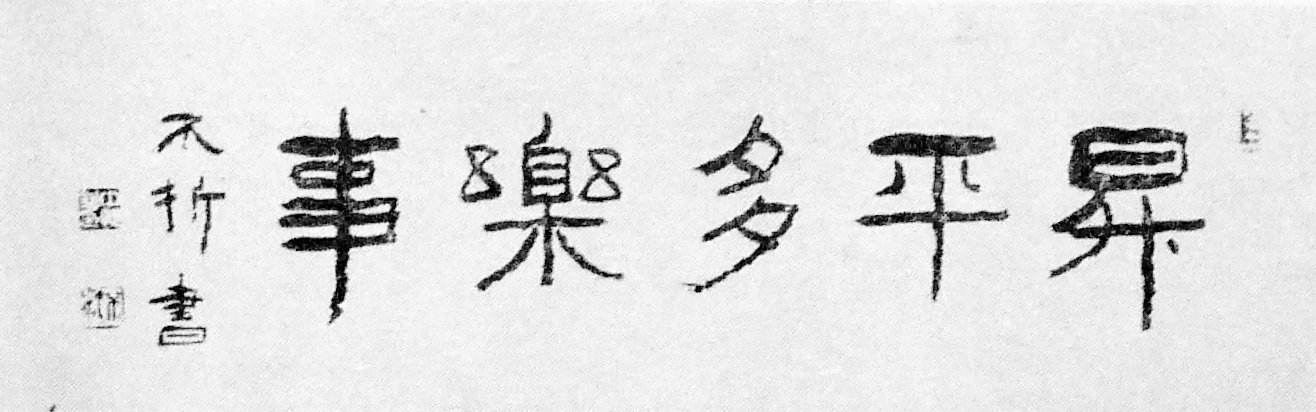
「五字　昇平多樂事」
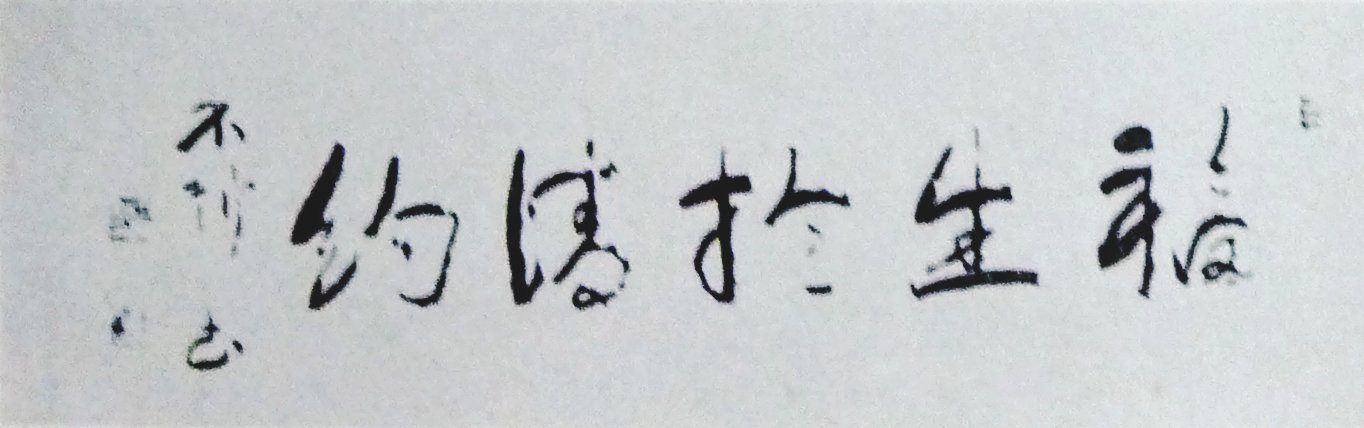
「五字　福生於情約」
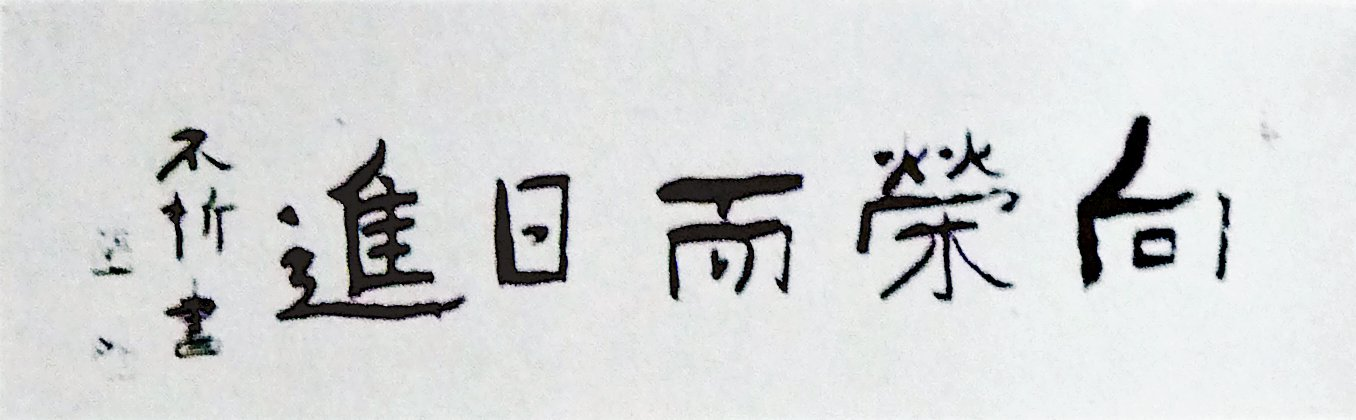
「五字　向榮而日進」
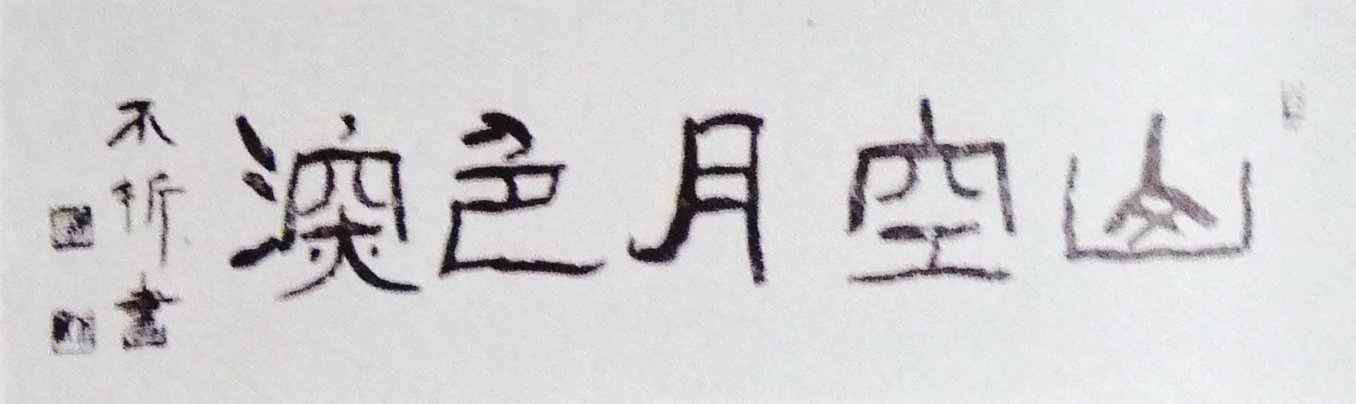
「五字　山空月色深」
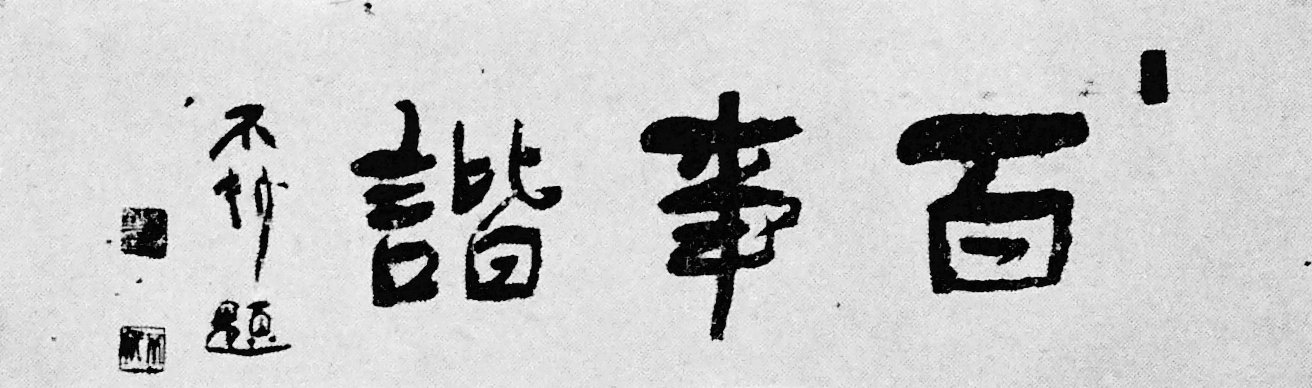
「三字　百事諧」
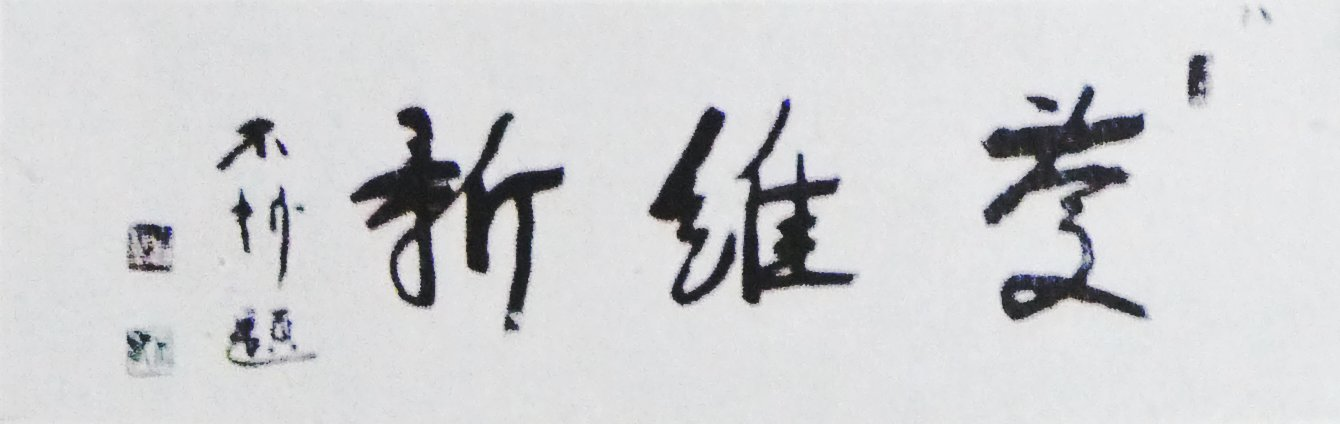
「三字　慶維新」
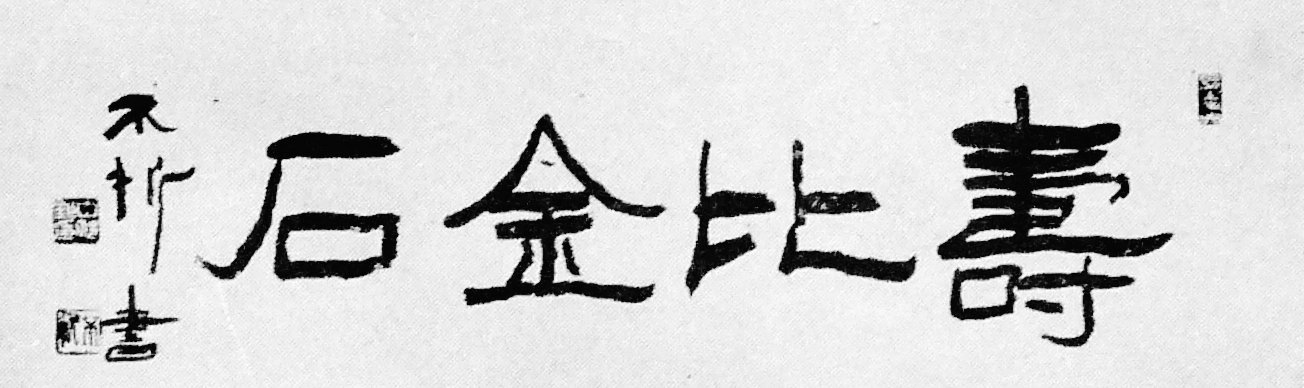
「四字　壽比金石」
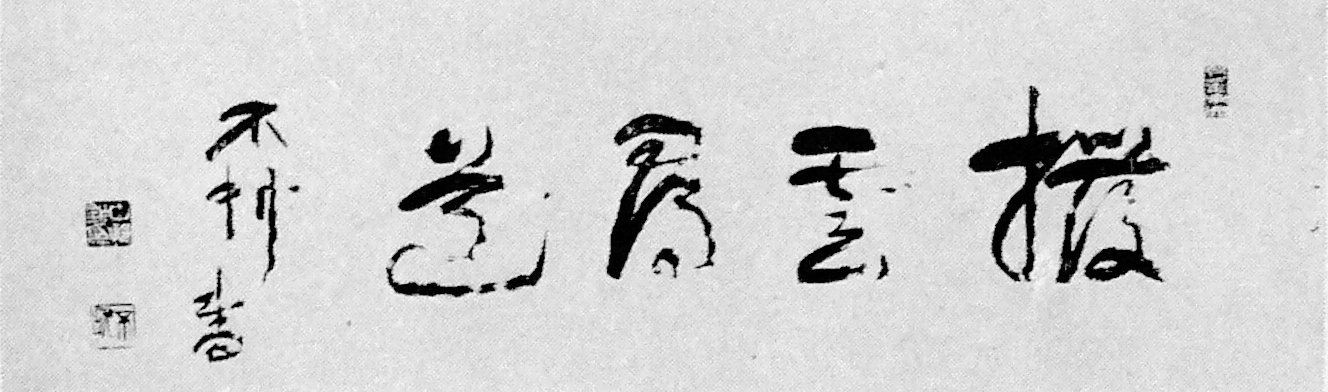
「四字　撥雲尋道」
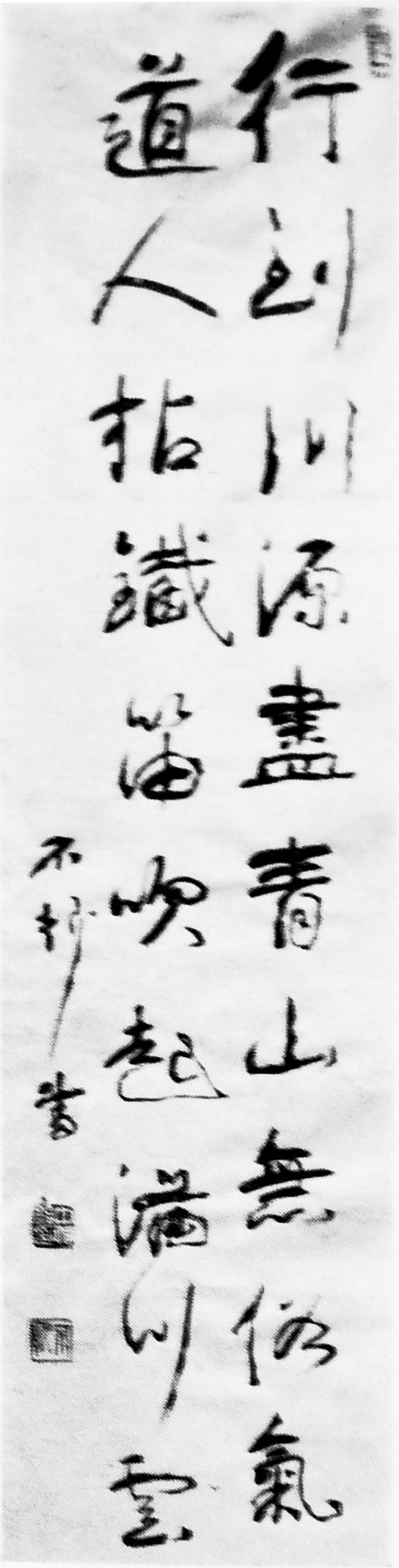
「五絶二行」

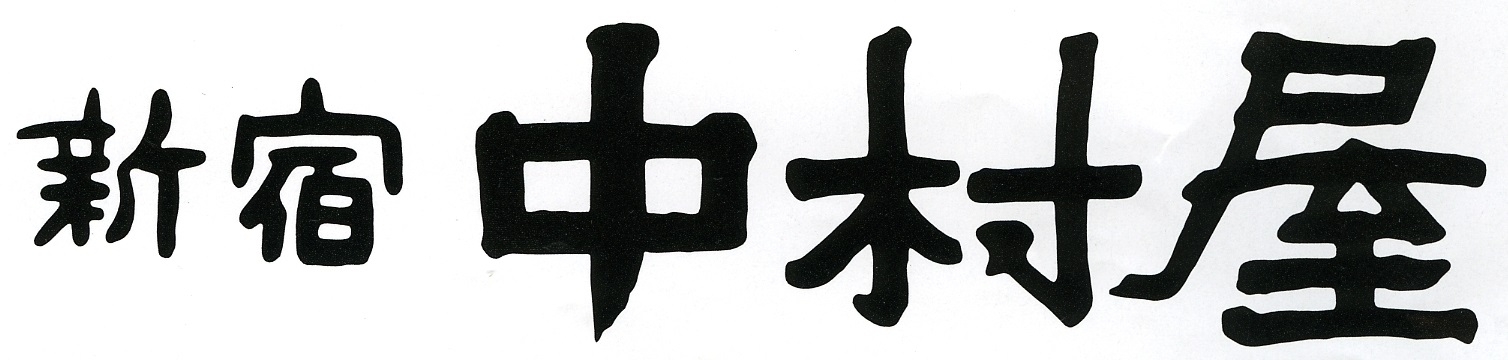
不折が揮毫した新宿中村屋のロゴ

書家としては、森鴎外の墓碑銘を揮毫したほか、個人の墓石の文字を中心に全国に15基ほどの石碑を確認できる。
また中国の書や拓本の収集費用を賄うため、様々な企業や商品のロゴも手掛けた。有名なものに清酒「日本盛」のロゴがある。現在も不折の書が宮坂醸造の清酒「真澄」や新宿中村屋のロゴとして用いられている。